# Elisenda Alamany
Elisenda Alamany Gutiérrez   (Barcelona, 1983) es una profesora y política independentista española. Es diputada en el Parlamento de Cataluña en la XII legislatura. Inicialmente por la coalición Catalunya en Comú-Podem. Asumió la portavocía del grupo parlamentario del 18 de enero de 2018 al 29 de octubre de 2018. En octubre de 2018 impulsó la plataforma Sobiranistes como corriente crítica de la dirección de En Comú Podem. En febrero de 2019 abandonó el grupo parlamentario pero mantuvo su escaño. El 24 de febrero de 2019 anunció la creación del nuevo partido Nova. En diciembre de 2024 asumió la secretaria general de Esquerra Republicana de Catalunya.

## Biografía
Licenciada en Filología Catalana, y ha trabajado como profesora de Educación secundaria.
Se especializó en gestión de la diversidad lingüística y cultural en la Universidad Abierta de Cataluña en 2012 y ha trabajado enseñando catalán a extranjeros en la Universidad Pompeu Fabra y en la enseñanza de adultos en Omnium Cultural y el Consorcio para la normalización lingüística. 
Su trayectoria política se enmarca en el municipalismo. En 2007 fundó junto a Gemma Ubasart y un grupo de vecinos de Castellar del Vallés la candidatura L'Altraveu per Castellar a través de una agrupación de electores independiente y no adscrita a ningún partido político. En las elecciones municipales de 2007 de Castellar del Vallés obtuvieron 2 concejales, que fueron revalidados en las elecciones municipales de 2011.
En 2015 de cara a las elecciones municipales en Castellar del Vallés  impulsa la candidatura Decidim Castellar  confluencia de L’Altraveu, Procés Constituent, Esquerra Unida i Alternativa y Podemos obteniendo 4 concejales.
Fue elegida diputada en las Elecciones al Parlamento de Cataluña de 2017 donde iba como número 2 de la circunscripción de Barcelona por la coalición electoral Catalunya en Comú-Podem y fue su portavoz de su grupo parlamentario del 18 de enero de 2018 al 29 de octubre de 2018.
Identificada con el independentismo, tras la dimisión de Xavier Domènech el 22 de octubre de 2018 fue impulsora del manifiesto Som Comuns. Som Sobiranistes y de la plataforma "Sobiranistes" como corriente crítica de la dirección de En Comú Podem junto con Joan Josep Nuet, denunciando que Catalunya en Comú había ido abandonando el soberanismo pese a ser uno de sus valores originales.  El 29 de octubre Alamany dejó la portavocía de los "comuns" en el Parlamento.
El 19 de febrero de 2019 Alamany abandonó el grupo parlamentario de En Comú Podem manteniendo su escaño en el Parlamento y anunciando que se dedicaría a "Sobiranistes" transformándolo en un nuevo partido.
El 24 de febrero de 2019 se anuncia el nombre del nuevo partido creado por Alamany: Nova.
En marzo de 2019 se informó que Sobiranistes estaba negociando con Esquerra Republicana de Catalunya una coalición al Congreso y al Ayuntamiento de Barcelona y que Elisenda Alamany sería la número 2 de la lista por el Ayuntamiento de Barcelona encabezada por Ernest Maragall.

## Obras
- Construint municipi des dels moviments socials, coeditado con Gemma Ubasart y Marc Serrà. Editorial Icaria.